# Onthophagus semiopacus
Onthophagus semiopacus là một loài bọ cánh cứng trong họ Bọ hung (Scarabaeidae).